# Gasparino d'Antonio
Gasparino d'Antonio (XV secolo) è stato un architetto italiano.
Nel 1481 portò a termine il palazzo del Capitano del Popolo a Perugia, ove, nel 1483, ampliò l'Università Vecchia.